# Кристофари, Николай Антонович

Памятник Н. А. Кристофари в Москве

Николай Антонович Кристофа́ри (иначе Николай-Викентий Антонович Кристофари) (1802 — 9 [21] марта 1881) — почётный опекун Санкт-Петербургского опекунского совета, владелец первой сберегательной книжки в истории России. Тайный советник.

## Биография
Родился в семье художника.
В 1820 году, окончив обучение во Второй Санкт-Петербургской гимназии (тогда ещё называвшейся — губернской), поступил на службу в Ссудную казну и в 1823 году был назначен помощником директора. В 1830-х годах им было составлено собрание постановлений, относящихся к ссудной казне, со времени её учреждения в 1772 году по 1833 год.
Указ Императора Николая I от 30 октября (11 ноября) 1841 года «Об учреждении сберегательных касс» положил начало первым сберегательным кассам в России, созданным при Воспитательных домах для сирот и незаконнорождённых детей. Первая правительственная сберегательная касса была открыта 1 (13) марта 1842 года в здании Опекунского совета при сохранной казне Санкт-Петербурга. Сберегательная книжка за № 1 была выдана чиновнику Ссудной казны, надворному советнику Н. А. Кристофари, внёсшему вклад в сумме десяти рублей (максимально возможная сумма на тот момент).
В 1850-х годах ему была поручена ревизия документов и вкладов ссудной казны. С 1855 года он заведовал канцелярией опекунского совета.
В 1859 году был членом комиссии для составления проекта общего устава для заёмного банка и в комиссии для рассмотрения предположений о финансовых мерах к облегчению крестьянам выкупа земельных угодий; в 1860 году был командирован за границу для изучения управления воспитательными и благотворительными учреждениями.
В 1866 году — назначен почётным опекуном и получил в своё управление Карточную фабрику, где сделал многое для улучшения быта рабочих, — устроил обширные здания дешёвых квартир для рабочих, училища для мальчиков (в 1867 году), для девочек (в 1868 году) и родовспомогательный приют.
Примечателен тот факт, что лишь однажды Кристофари провёл лето за границей на лечебных водах, а во всё остальные времена оставался в Петербурге и с большой охотой принимал на себя заведование теми благотворительными учреждениями, попечители которых уезжали в отпуск.

## Награды
- Орден Святого Станислава 4-й степени (21-го июня 1838 г.)
- Орден Святого Станислава 2-й степени (1845).
- Орден Святой Анны 2-й степени с императорской короной (1853).
- Орден Святого Владимира 3-й степени (1858).
- Орден Святого Станислава 1-й степени (1860).
- Орден Святой Анны 1-й степени (1861).
- Орден Святого Владимира 2-й степени (1868).
- Орден Белого орла (1870).
- Орден Святого Александра Невского (1880).

## Память
Н. А. Кристофари установлены памятник в Москве (ул. Вавилова, 19) и в Санкт-Петербурге (Невский пр., 101).